# Cité Descartes
 (novembre 2018).
La Cité Descartes est un territoire créé en 1983 situé au cœur de la ville nouvelle de Marne-la-Vallée, à cheval sur les communes de Champs-sur-Marne (Seine-et-Marne) et de Noisy-le-Grand (Seine-Saint-Denis), à 20 minutes de Paris. Elle abrite le cluster de la ville durable Descartes ainsi que le Campus de Marne-la-Vallée, qui réunissent des entreprises, chercheurs, enseignants et étudiants.

## Quartier des affaires
En 2018, 350 entreprises dans lesquelles travaillent 5 000 salariés sont présentes. Parmi les entreprises qui y ont leur siège social figurent la banque coopérative CASDEN, l'opérateur de fibre optique CELESTE, l'établissement public industriel et commercial UGAP et SFR - Numéricâble,.

### Maison de l’entreprise innovante
La Maison de l’entreprise innovante (MEI) est un équipement destiné à l’accompagnement d’entreprises innovantes, de leur création jusqu’à leur implantation. Ce bâtiment de 3 000 m2 regroupe différentes structures d’accompagnement et d’aide à la création d’entreprises, dont un incubateur d'entreprises et une pépinière d'entreprises.

### Parcs d’activité
- Le Nobel : 8550 m²
- Espace Descartes : 1500 m²
- Espace Mercure : 380 m²
- Le Triptyque : 1200m² (sous-location)
- East Side : 12 860 m²
- Parc de la Haute Maison : 6 400 m² de bureaux

## Recherche académique, formation et expertise
La Cité Descartes, qui abrite le campus de Marne-la-Vallée ou campus Descartes, regroupe des écoles, une université et des instituts de recherche avec une présence de 1200 enseignants-chercheurs et chercheurs, 500 ingénieurs et techniciens, 720 doctorants et 17 000 étudiants de bac+2 à bac+8. Sur le site sont présentes 34 unités de recherche.

### Écoles et université
- Université Gustave-Eiffel (qui intègre l'ancienne université Paris-Est-Marne-la-Vallée UPEM)
- ESIEE Paris, école d'ingénieurs orientée sur l'innovation et l'entrepreneuriat
- Centre de formation des apprentis (CFA Descartes)
- Les Compagnons du Devoir
- École d’architecture ville & territoires (Eav&t)
- École nationale des ponts et chaussées (ENPC)
- École nationale des sciences géographiques (IGN ENSG)
- École supérieure d'ostéopathie (ESO Paris Supostéo)
- Institut de Formation d'Ostéopathes Animaliers (IFOA champs sur Marne)
- Institut français d'urbanisme

### Projet I-site Future
L’I-Site FUTURE a pour objectif de construire une université nouvelle de premier rang mondial sur la thématique de la ville de demain. Porté par la Communauté d’universités et d’établissements (Comue) Université Paris-Est (UPE), il réunit au sein du consortium signataire les sept établissements suivants : UPEM, IFSTTAR (Institut français des sciences et technologies des transports, de l'aménagement et des réseaux), ESIEE Paris, École des ingénieurs de la Ville de Paris (EIVP), Eav&t, ENPC et IGN-ENSG.

### Autres
À destination des étudiants ingénieurs, la bibliothèque 4.0 a été mise en place par ESIEE Paris en partenariat avec l'entreprise américaine Texas Instruments. Il s’agit d’une bibliothèque nouvelle génération qui met à disposition des composants électroniques à emprunter pour réaliser des projets ou des recherches.

## Recherche et développement

### CSTB
Le Centre scientifique et technique du bâtiment (CSTB), un établissement public dont le champ de compétence couvre les produits de construction, les bâtiments et leur intégration dans les quartiers et les villes, est implanté dans la Cité Descartes.

### Efficacity
Efficacity est un institut de recherche et de développement pour la transition énergétique (ITE) de la ville. Il rassemble sur un même site une centaine de chercheurs issus de l’industrie, de l’ingénierie et de la recherche publique,.

### FCBA
Le FCBA est l’institut technologique Forêt, Cellulose, Bois-construction, Ameublement. Il accompagne les entreprises dans les domaines suivants : sylviculture, panneaux, pâte à papier, exploitation forestière, scierie, charpente, menuiserie…

### Université Gustave-Eiffel
L’université Gustave-Eiffel œuvre dans la recherche sur le transport, le génie civil, les villes de demain et la ville durable. Elle dispose de plusieurs équipements de recherche dont une dalle d’essai qui permet de tester différents matériaux de construction et Sense-city, un équipement qui permet de tester l’impact du changement de température sur un environnement.

### Salles blanches ESIEE Paris
Les salles blanches, nouvelle plateforme dédiée à l'appui technologique en micro et nanotechnologies pour les entreprises, la formation et la recherche, sont complètement hermétiques à la poussière. D'une superficie de 650 m2 en classe d'empoussièremnent 100 et 10 000, ces salles blanches disposent de 70 équipements (microscopes électroniques, gravure profonde sur silicium, photoligraphie...).